# Bonnie Gadusek
Bonnie Gadusek (* 11. September 1963 in Pittsburgh, Pennsylvania) ist eine ehemalige US-amerikanische Tennisspielerin.

## Karriere
1981 gewann sie den Titel im Juniorinneneinzel bei den French Open. Das Finale gewann sie mit 6:7, 6:1 und 6:4 gegen Helena Suková.
Während ihrer Tennislaufbahn gewann sie fünf Einzel- und drei Doppeltitel auf der WTA Tour.

## Turniersiege

### Einzel
| Nr. | Datum              | Turnier      | Kategorie | Belag           | Finalgegnerin   | Ergebnis      |
| --- | ------------------ | ------------ | --------- | --------------- | --------------- | ------------- |
| 1.  | 29. Januar 1984    | Marco Island | WTA       | Sand            | Kathy Horvath   | 3:6, 6:0, 6:4 |
| 2.  | 3. Februar 1985    | Marco Island | WTA       | Hartplatz       | Pam Casale      | 6:3, 6:4      |
| 3.  | 26. Mai 1985       | Lugano       | WTA       | Sand            | Manuela Maleewa | 6:2, 6:2      |
| 4.  | 22. September 1985 | Chicago      | WTA       | Teppich (Halle) | Kathy Rinaldi   | 6:1, 6:3      |
| 5.  | 13. Oktober 1985   | Indianapolis | WTA       | Hartplatz       | Pam Casale      | 6:0, 6:3      |

### Doppel
| Nr. | Datum         | Turnier         | Kategorie | Belag     | Partnerin       | Finalgegnerinnen              | Ergebnis      |
| --- | ------------- | --------------- | --------- | --------- | --------------- | ----------------------------- | ------------- |
| 1.  | November 1983 | Deerfield Beach | WTA       | Hartplatz | Wendy White     | Pam Casale Mary-lou Piatek    | 6:1, 3:6, 6:3 |
| 2.  | Mai 1985      | Lugano          | WTA       | Sand      | Helena Suková   | Bettina Bunge Eva Pfaff       | 6:2, 6:4      |
| 3.  | Oktober 1985  | Indianapolis    | WTA       | Hartplatz | Mary-Lou Piatek | Lea Antonoplis Candy Reynolds | 6:1, 6:0      |